# Boa
Boa (del llatí bos, 'vaca', a causa d'un mite que deia que les boes perseguien les vaques per matar-les) és un gènere de serps de la família Boidae. Els membres del gènere són propis de la regió neotropical, distribuint-se des de Mèxic fins al Paraguai i l'Argentina. L'espècie més llarga del gènere, Boa constrictor, pot arribar a mesurar 4,3 m de longitud.
Els seus orígens evolutius rauen en l'antic supercontinent de Gondwana.

## Taxonomia
Actualment el gènere té només dues espècies, ja que algunes s'han mogut a altres gèneres:
- Boa constrictor (Linnaeus, 1758) - des de Mèxic fins Argentina.
- Boa imperator (Daudin, 1803) - Mèxic i Amèrica Central.